# Turbonilla acuta
Turbonilla acuta is een slakkensoort uit de familie van de Pyramidellidae. De wetenschappelijke naam van de soort is voor het eerst geldig gepubliceerd in 1804 door Donovan.